# Lange Rhön
Als Lange Rhön wird ein Höhenzug der Zentralen Rhön bezeichnet, die wiederum der Hohen Rhön als Teil der Rhön untergeordnet ist. Die Lange Rhön liegt als langgestrecktes Basaltplateau im Mittel ungefähr 800 Meter über dem Meeresspiegel, ihre höchste Erhebung ist der Heidelstein mit 926 m ü. NHN. Der weitaus größte Teil des Gebietes ist als Naturschutzgebiet Lange Rhön ausgewiesen. Hierzu gehört im Norden auch das Schwarze Moor, nahe dem Dreiländereck Hessen-Thüringen-Bayern.

## Naturräumliche Zuordnung
Der Name Lange Rhön wurde 1968 im Rahmen der naturräumlichen Gliederung (M = 1:200.000) als Naturraum definiert und wie folgt zugeordnet:
- (zu 35 Osthessisches Bergland)
  - (zu 354 Hohe Rhön)
    - (zu 354.1 Zentrale Rhön)
      - 354.11 Lange Rhön

## Abgrenzung
Als Abgrenzung der Langen Rhön im Westen zum Oberen Ulstertal zwischen Hilders und der Ulsterquelle kann grob die 600-Meter-Höhenlinie herangezogen werden. Zur Wasserkuppenrhön trennt die Bundesstraße 278 bzw. eine gedachte Linie einige hundert Meter westlich bis etwa auf Höhe des Rhönhauses. Im Süden und Osten des Gebietes den Ostabfall der Langen Rhön absetzend ist bis zum Rhönkopf die Baumgrenze anzunehmen, anschließend eine gedachte Linie in nordnordöstlicher Richtung bis zur L1123 bei Reichenhausen. Abschließend wird im Norden in Abgrenzung zur Auersberger Kuppenrhön wieder die 600-Meter-Höhenlinie herangezogen und dabei der Buchschirm umrundet.

## Geologie
Das Gestein der Langen Rhön ist zumeist Basalt, aufgrund dessen die Hangneigung zumeist unter 6 Grad liegt. Lediglich dort, wo sich Solifluktionsschutt angesammelt hat, sind Hangneigungen von über 12 Grad zu beobachten. Das Plateau hat die Form eines Kammes in Nord-Süd-Richtung. Dadurch ergibt sich die Rhein-Weser-Wasserscheide.

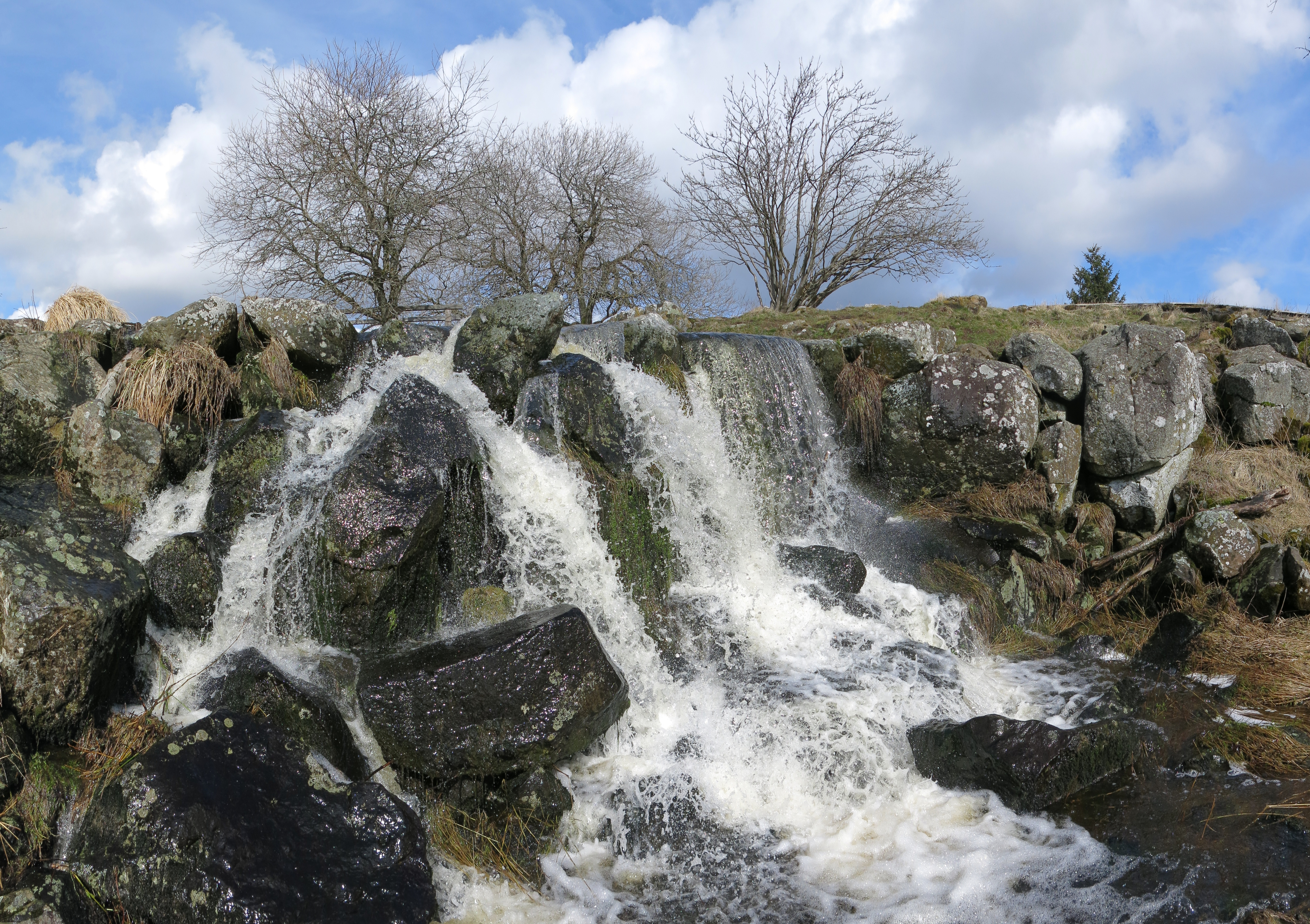
Aschelbachfall im Eisgraben

Im Ostabfall der Langen Rhön wurde gebietsweise versucht, durch den Abbau tertiär entstandener Braunkohleschichten, so im Bereich des Eisgrabens, etwas Gewinn zu erwirtschaften, was auf lange Sicht nicht gelang. Bemerkenswert ist das Schwarze Moor mit ca. 60 ha Fläche bei einer Höhe von vier bis fünf Metern Mächtigkeit.
Die Böden sind überwiegend nährstoffreiche Ranker bis Braunerden mit geringem bis hohem Wasserspeicherungsvermögen und Pseudogley-Braunerden sowie Pseudogleye mit schlechter Wasserführung auf den Basalten. Auf den Solifluktionsdecken findet man Mischtypen. In Quellmulden und schlecht dränierten unteren Hanglagen sind Gleye zu entdecken.

## Berge

### Berge nach Höhe

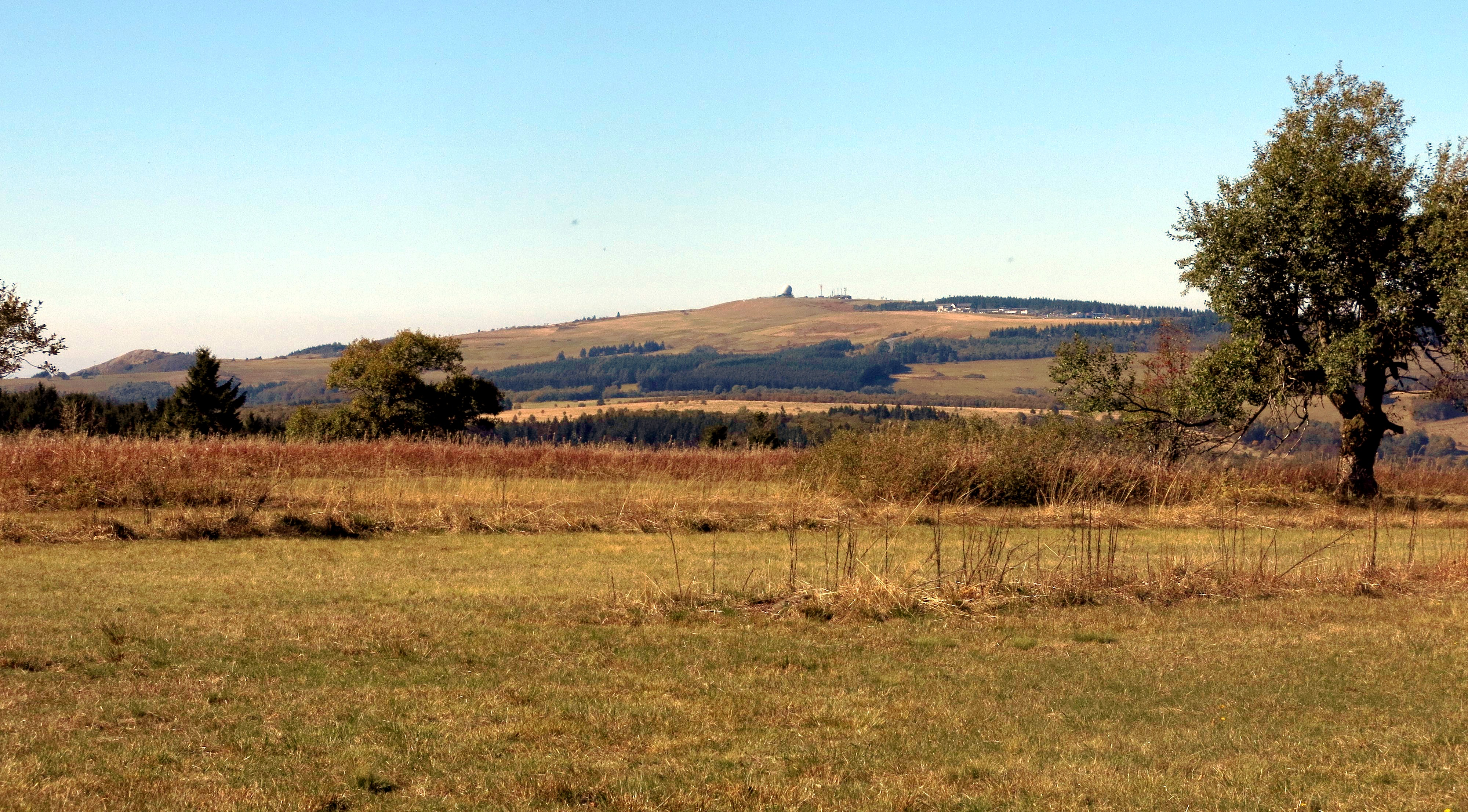
Blick vom Heidelstein (926 m) nach Nordwesten zur Wasserkuppe (950 m)

Die Lange Rhön enthält insbesondere folgende Berge und Gipfel (nach Höhe geordnet):
- Heidelstein (926 m; westlich Oberelsbachs mit Sender Heidelstein)
  - Schwabenhimmel (912,6 m; Ostausläufer mit Gedenkstätte des Rhönklubs)
    - Maihügel (775 m; Ostausläufer)

  - Münzkopf (849 m; Südausläufe)
  - Ottilienstein (846,4 m; Nordwestausläufer)
  - Hoher Dentschberg (777,4 m; Südostausläufer)
- Stirnberg (901,9 m;)
  - Huckel (829 m;Nordostnordausläufer)
- Hangenberg (809,1 m;Südostausläufer)
- Steinkopf (Wüstensachsen) (888 m; Naturschutzgebiet)
- Hohe Dalle (862 m;)
- Schnitzersberg (815,5 m; Höchster Berg der thüringischen Rhön)
  - Ellenbogen (Rhön) (813 m; Nordausläufer, Rhönklubhaus Eisenacher Haus)
    - Schafküppel (806,8 m; Nordausläufer)
      - Weidberg (724,9 m;)

    - Steinköpfchen (738,1 m;Nordnordostausläufer Ellenbogens)

  - Buchschirm (745,2 m; Westausläufer mit Aussichtsplattform)
  - Espenhauck (664,6 m; Westausläufer)
- Querenberg (Rhön) (804,8 m;)
  - Rhönhof (794,1 m; Ostausläufer; unbenannter Gipfel)

- -     - Bloßberg (743,3 m; Ostausläufer)

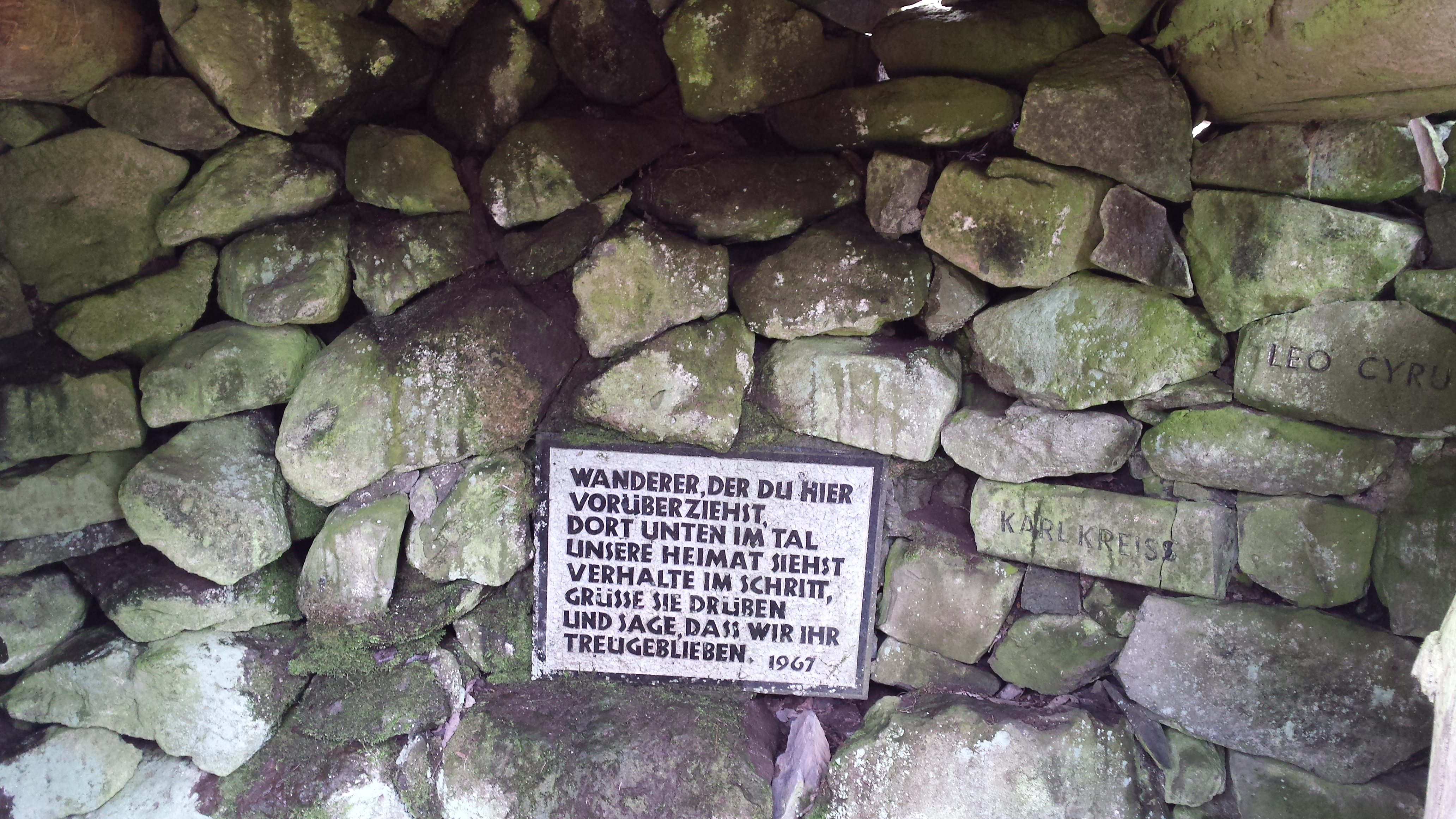
Tafel Heimatblick am Rhönkopf

- Grabenberg (Rhön) (796,2 m; Standort eines ehemaligen Grenzturms der DDR)
- Ilmenberg (787,1 m; Skigebiet an der Thüringer Hütte)
- Rhönkopf (779,7 m, auch Salkenberg bzw. nach der Gedenkstätte von DDR-Flüchtlingen „Heimatblick“ genannt)
- Dungberg (772,7 m)
- Buchschirmberg (745,2 m)

### Kammlinien
Der Hauptkamm der Langen Rhön hat folgendes Höhenprofil von Nord nach Süd, Hauptberge und -scharten fett (Scharten nach Höhenlinien, daher Genauigkeit nur einige Meter):
- ↓ Ost-Nord-Knick der Kreisstraße Oberweid–Kaltenwestheim (636 m)
- Weidberg (724,9 m)
- ↓ (702 m)
- Ellenbogen (813,0 m)
- ↓ (788 m)
- Schnitzersberg (815,5 m)
- westlicher Bogen um Frankenheim
- ↓ nordöstlich von Birx (772 m)
- Grabenberg (796,2 m)
- ↓ (782 m)
- Querenberg (805 m)
- ↓ (798 m)
- Stirnberg (902 m)
- ↓ östlich des Steinkopfs (838 m)
- Steinkopf (888,0 m)
- ↓ (827 m)
- Heidelstein (926 m), folgende Scharten und Berge liegen außerhalb der Langen Rhön
- Fortsetzung zur Wasserkuppe
  - ↓ Scharte zur Wasserkuppe, Nähe Abzweig der Landesstraße zu ebender von der B 284 (816 m)
  - Wasserkuppe (950 m)
- Fortsetzung zum Dammersfeldrücken
  - ↓ Scharte zum Kesselstein (783 m)
  - Kesselstein, nominell Wasserkuppenrhön (800 m)
  - ↓ Scharte zum Dammersfeldrücken (753 m)
  - Hohe Hölle (893,8 m), Dammersfeldrücken

Im Nordteil existiert westlich des Weidbachtals noch ein Nebenkamm:
- Scharte zum Auersberg (756,8 m), Kurve der Kreisstraße Hilders–Simmershausen (617 m)
- Buchschirmberg 745,2 m
- Bogen um Frankenheim

Alternativ zur Grenzziehung auf Blatt Schweinfurt, die die B 278 als ungefähre südwestliche Grenze der Langen Rhön sieht, könnte man auch die B 284 als Grenze zur Wasserkuppenrhön ansehen, wodurch die beiden Naturräume deutlicher durch Senken getrennt wären. Nach dieser orographischen Interpretation lägen auch Feldberg (815,2 m) und Mathesberg (831,8 m) in der Langen Rhön.
Eine naturräumlich deutliche Grenze ist demgegenüber die deutlich tiefer gelegene Scharte zwischen Kesselstein und Hoher Hölle, die die Zentrale Rhön (354.1) von der Südlichen Hochrhön (354.0) trennt.

## Klima und Vegetation
Das Klima von Frankenheim wird 1969 mit folgenden Werten angegeben: 940 mm Niederschlag, ca. 125 Nebeltage im Jahr, 5,1 °C im Jahresdurchschnitt.
Auf der Langen Rhön ist durch jahrhundertelange Abholzung eine karge Wiesenlandschaft entstanden. Erst im Jahr 1815 wurde mit einer Wiederaufforstung begonnen. Über 80 % sind landwirtschaftliche Nutzflächen.